# One Drop
«One Drop» (в переводе с англ. — «Одна капля») — песня британской группы Public Image Ltd, ставшая первым синглом с их альбома нового альбома This is PiL, а также первым выпуском за 20 лет. Сингл вышел в виде мини-альбома с четерьмя песнями с нового альбома. Также это первый выпуск PiL, через их собственный лейбл PiL Official.

## О сингле
Всю музыку к альбому написали — Джон Лайдон, Лу Эдмондс, Брюс Смит и Скотт Фирт. Все тексты песне написал Джон Лайдон.
Инженер на сингле и на новом альбоме был Джеймс Тоулер, его ассистентом был Уолтер Джэккуисс.
Обложку к альбому рисовал Джон Лайдон.

## Комментарии
'One Drop' — песня о моей молодости, проведенной в парке Финсбери. Фантастика! Мы все подростки, и не забывайте это. В любом возрасте мы остаемся молодыми. 'Lollipop Opera' — это в основном красивое сочетание фонового шума с музыкой. 'The Room I Am In‘ — песня о наркотиках и муниципальных квартирах, и о трагедии, которая до сих пор продолжается.— Джон Лайдон

## Список композиций
1. «One Drop»
2. «I Must be Dreaming»
3. «The Room I Am In»
4. «Lollipop Opera»